# Jordan Willis
* solo in precampionato e/o in squadra di allenamento
Jordan Johnathan Willis (San Diego, 2 maggio 1995) è un giocatore di football americano statunitense che milita nel ruolo di defensive end per i Las Vegas Raiders della National Football League (NFL).

## Carriera

### Cincinnati Bengals
Willis al college giocò a football con i Kansas State Wildcats dal 2013 al 2016, venendo premiato come difensore dell'anno della Big 12 Conference nell'ultima stagione. Fu scelto dai Cincinnati Bengals nel corso del terzo giro (73º assoluto) del Draft NFL 2017. Debuttò come professionista subentrando nella gara del primo turno contro i Baltimore Ravens mettendo a segno un tackle. La settimana seguente disputò la prima gara come titolare contro gli Houston Texans terminando con 5 tackle.

### New York Jets
L'11 settembre 2019, Willis firmò con i New York Jets.

### San Francisco 49ers
Il 27 ottobre 2020 Willis fu scambiato con i San Francisco 49ers. Il 17 giugno 2021 fu sospeso per sei partite per avere fallito un test antidoping.
Il 23 marzo 2022 Willia rifirmò per un altro anno con i 49ers. Il 14 settembre 2022 fu spostato nella lista riserve/infortunati per poi essere riattivato circa due mesi dopo, il 12 novembre 2022.

### Las Vegas Raiders
Il 20 marzo 2023 firmò un contratto annuale con i Las Vegas Raiders. Al termine della fase di preparazione alla nuova stagione, Willis non rientrò nel roster attivo dei Raiders e il 29 agosto 2023 fu svincolato. L'11 settembre 2023 firmò per la squadra di allenamento dei Raiders.